# Domitius Alexander

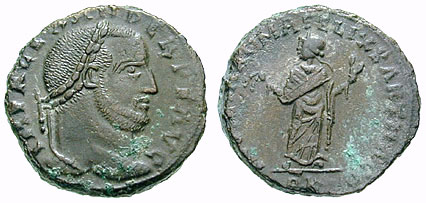
Domitius Alexander op een follis. Op de achterzijde staat de personificatie van Carthago, zijn hoofdstad.

Lucius Domitius Alexander (? - 311?) was Romeins vicarius in Africa. In 308 verklaarde hij zich tot Romeins keizer.
Van Alexander is weinig bekend. Mogelijk is hij geboren in Pannonia of in Phrygia. In 308 was hij vicarius (een soort stadhouder) in Africa. Mogelijk was hij dat al eerder van 303 tot 306.
Maxentius, de onwettige keizer in Rome, wilde er graag zeker van zijn dat de provincie Africa onder zijn gezag stond. Daarom wilde hij dat Alexander zijn zoon naar Rome zou sturen, om hem daar als gijzelaar achter de hand te hebben. Zo zou hij altijd kunnen rekenen op steun in Africa als het elders mis ging. Alexander weigerde echter, en zijn troepen verklaarden hem tot keizer, hoewel hij al oud was.
Alexanders opstand bleek van korte duur: Rufius Volusianus, prefect van de pretoriaanse garde, en Zenas versloegen eind 309 de usurpator en namen hem gevangen. Alexander werd geëxecuteerd, maar dit was mogelijk pas in 311.
Volgens een inscriptie (CIL VIII, 22183) zou Alexander een verbond hebben gesloten met Constantijn de Grote, die Maxentius ook weg wilde hebben. Als jaar van het sluiten van dit pact wordt 310 genoemd, maar volgens andere bronnen was Alexander toen al afgezet en gevangengenomen.